# Budova RTK
Budova RTK (zkr. z Radio Televizioni i Kosovës, rádio a televize Kosova) se nachází v Prištině na třídě Xhorxh Bush jižně od centra města. Sídlí v ní jak místní televize a rádio, tak i deník Koha Ditore.
Brutalistní budova je tvořena dvěma celky – výškovou budovou s deseti patry s nápadným trojúhelníkovým půdorysem dobře viditelnou v okolí a jednopatrový objekt, který k ní ze severní strany přiléhá. Ve výškové budově se nachází kanceláře, v přízemním objektu potom studia. Objekt vyčnívá nerovnoměrnou výškou ve své nižší části (severní polovina má patro navíc), nápadné jsou dekorace z holého betonu na fasádě severní části objektu.

## Historie
Budovu pro oblastní televizní a rádio stanici vyprojektoval slovinský architekt Oton Gaspari, žák Jože Plečnika. Navržena byla v roce 1965 v rámci kanceláře Slovenija projekt. Bývá často připodobňována k výškovým budovám na Náměstí republiky v Lublani, ty však vznikly téměř až o deset let později.
Oproti původnímu plánu nebyly realizovány na výškové budově dekorativní prvky mezi jednotlivými okny, které měly tvořit několik desítek cm ven vystupující betonové pásy.
V 21. století se uvažovalo o možné památkové ochraně budovy v souvislosti s nepříliš šťastným technickým stavem budovy nebo postupným zničením některých původních dekorativních prvků. Původní fasáda budovy byla rekonstruována v roce 2019, což vyvolalo rozporuplné reakce.